# Buzet-sur-Tarn
Buzet-sur-Tarn település Franciaországban, Haute-Garonne megyében. Lakosainak száma 2847 fő (2022. január 1.). Buzet-sur-Tarn Roquemaure, Mézens, Saint-Sulpice-la-Pointe, Bessières, Gémil, Paulhac és Roquesérière községekkel határos.

## Népesség
A település népességének változása:
| Lakosok száma | 945  | 1278 | 1410 | 1906 | 2393 | 2655 | 2767 | 2819 | 2859 | 2847 |
|               | 1968 | 1982 | 1999 | 2006 | 2011 | 2015 | 2017 | 2018 | 2020 | 2022 |